# Jerzy Żuławski
Pour les articles homonymes, voir Żuławski.
Jerzy Żuławski est un écrivain, traducteur, poète, philosophe, alpiniste et nationaliste de langue et culture polonaises, né le 14 juillet 1874 en Galicie et mort le 9 août 1915  dans la même région, à la suite du typhus contracté sur le front de la Première Guerre mondiale. Il est connu pour sa trilogie de science-fiction Trylogia Księżycowa (La Trilogie Lunaire).

## Biographie
Jerzy Żuławski est considéré comme un des précurseurs, à côté de Władysław Umiński (pl), de la littérature de science-fiction polonaise. Docteur en philosophie de l’Université de Berne, enseignant, journaliste, critique littéraire, Jerzy Żuławski était aussi romancier, poète et dramaturge étroitement lié avec le milieu de la bohème artistique polonaise. 
Il participe activement aux combats de la Première Guerre mondiale et il meurt de typhus dans un hôpital militaire. Voyageur passionné et amoureux de la montagne et en particulier des Tatras, il s’inspire de ses paysages dans son écriture poétique mais aussi dans la description de la surface lunaire qu’il fait explorer à ses personnages. Sa création poétique ou dramatique – très appréciée par ses contemporains – a été effacé par l’impact de sa création romanesque et avant tout, celle dans le domaine de l’imaginaire. 
S’inspirant de Jules Verne, Jerzy Żuławski écrit en hiver 1901-1902 Sur le Globe d'argent – la première partie de sa trilogie lunaire – suivi par Le Conquérant (1910) et La Vieille Terre (1911). Il omet volontairement toutes les préoccupations techniques et scientifiques, si chères à Verne, liées au préparatifs pour le voyage sur la Lune. Ce qui l’intéresse, avant tout, c’est la recherche du paradis perdu, la désillusion et l’impossibilité de création d’une société parfaite. Les explorateurs lunaires ne cherchent pas à élargir leur savoir mais ils quêtent plutôt une alternative à l’homme et à sa civilisation terrestre. Jerzy Żuławski décrit, sous forme des mémoires d’un des participants à l’aventure, la première expédition exploratrice sur la Lune. 
Les rescapés donnent l’origine à la nouvelle race – les Sélénites – qui coupée des sources de la culture, se nourrissant des fragments incompressibles des objets et du récit de leur arrivée sur la Lune crée un mythe fondateur de la nouvelle religion et de la nouvelle société. Le voyage sur la Lune dans le cas de Jerzy Żuławski n’est point un pas vers le futur, c’est plutôt un retour aux sources de la civilisation – une rétrospection qui a pour but de comprendre les raisons de la déchéance de la race humaine.

## Œuvres

### Romans
- Cycle La Trilogie lunaire (pl), 1903-1911
  - Sur le globe d'argent - Manuscrit de la Lune (pl) (Towarzystwo Wydawnicze S. Sadowski, Lwów 1903)
  - Zwycięzca (pl) (Gebethner, Cracovie 1910)
  - Stara Ziemia (pl) (Gebethner, Cracovie 1911)
- Cycle Laus feminae, 1914-1916
  - tome 1 Powrót (Tow. Akc. S. Orgelbranda Synów, Varsovie 1914)
  - tome 2 Profesor Butrym (Tow. Akc. S. Orgelbranda Synów, Varsovie 1916)

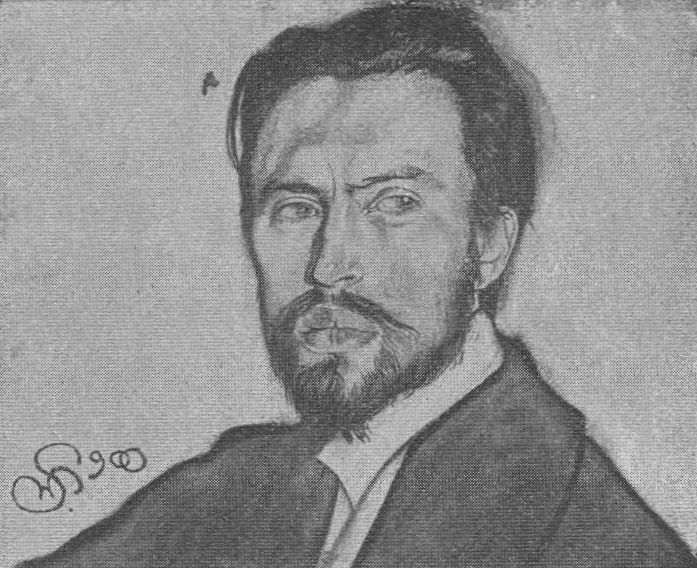
Portrait de Jerzy Żuławski peint par Stanisław Wyspiański, 1905

### Recueils de nouvelles
- Opowiadania prozą (1902)
- Bajka o człowieku szczęśliwym (1910)
- Kuszenie szatana (1910)

### Recueils de poésie
- Na strunach duszy (1895)
- Intermezzo (1897)
- Stance o pieśni (1897)
- Poezje (1900)
- Z domu niewoli (1902)

### Recueils d'essais
- Prolegomena (1902)
- Szkice literackie (1913)
- Przed zwierciadłem prawdy (1914)
- Miasta umarłe (1918)

### Théâtre
- Dyktator (1903)
- Wianek mirtowy (1903)
- Eros i Psyche (pl) (1904)
- Ijola (1905)
- Gra.Tryptyk sceniczny (1906)
- Donna Aluica (1906)
- Za cenę łez (1909)
- Koniec Mesjasza (1911)
- Gród Słońca (1911)

### Vulgarisation scientifique
- Benedykt Spinoza. Człowiek i dzieło (1902)